# Naturschutzgebiet Feuchtgrünland am Schwarzen Siepen
Das Naturschutzgebiet Feuchtgrünland am Schwarzen Siepen mit einer Größe von 0,8 ha liegt östlich von Ohlenbach im Stadtgebiet von Schmallenberg. Das Gebiet wurde 2008 mit dem Landschaftsplan Schmallenberg Südost durch den Hochsauerlandkreis als Naturschutzgebiet (NSG) ausgewiesen.

## Gebietsbeschreibung
Beim NSG handelt es sich um einen Teilbereich des Grünlandbachtales vom Schwarzen Siepen. Beim Schwarzen Siepen handelt es sich um einen Seitenbach der Lenne. Beim Grünland handelt sich um Nass- und Feuchtgrünland. 

## Pflanzenarten im NSG
Im NSG kommen seltene Tier- und Pflanzenarten vor. Vom Landesamt für Natur, Umwelt und Verbraucherschutz Nordrhein-Westfalen dokumentierter Pflanzenarten: Bachbunge, Bitteres Schaumkraut, Bärlauch, Echter Baldrian, Echtes Mädesüß, Echtes Springkraut, Geflecktes Knabenkraut, Gegenblättriges Milzkraut, Gewöhnliche Pestwurz, Grau-Erle, Hain-Gilbweiderich, Hain-Sternmiere, Kuckucks-Lichtnelke, Mittleres Hexenkraut, Rohrglanzgras, Schwarz-Erle, Sumpf-Dotterblume, Sumpf-Hornklee, Sumpf-Pippau, Sumpf-Veilchen, Sumpf-Vergissmeinnicht, Wald-Simse, Wiesen-Knäuelgras, Wiesen-Fuchsschwanzgras, Winkel-Segge, Wolliges Honiggras und Zittergras-Segge.

## Schutzzweck
Das NSG soll das Feuchtgrünland am Schwarzen Siepen mit seinem Arteninventar schützen.
Wie bei allen Naturschutzgebieten in Deutschland wurde in der Schutzausweisung darauf hingewiesen, dass das Gebiet „wegen der Seltenheit, besonderen Eigenart und Schönheit des Gebietes“ zum Naturschutzgebiet wurde.